# Vstupní draft NHL 2024
Vstupní draft NHL 2024 byl 62. vstupním draftem v historii NHL. Konal se od 28. června do 29. června 2024 ve Sphere v Las Vegas, v USA.

## Způsobilost
Hokejisté narození mezi 1. lednem 2004 a 15. zářím 2006 mohli být vybráni do NHL v rámci draftu v roce 2024. Kromě toho se mohli do draftu přihlásit i nedraftovaní hráči, kteří se narodili v roce 2003 a hráči, kteří byli draftování v roce 2022, ale nepodepsali smlouvu s týmem NHL. Hráči, kteří se narodili po 30. červnu 2004, se mohli do draftu přihlásit znovu.

## Loterie draftu
Od sezóny 2012/13 mají všechny týmy, které se neprobojovaly do play-off Stanley Cupu, procentuální šanci na zisk prvního místa v celkovém pořadí. Od sezóny 2014/15 NHL změnila systém procent, který se používal v předchozích letech. Podle nového systému se šance na výhru v draftu pro čtyři nejhůře umístěné týmy v lize snížila, zatímco šance pro ostatní týmy, které nepostoupily do play-off, se zvýšila. První dvě volby celkově v tomto draftu byly uděleny losem. Prvního draftovaného hráče bude brát San Jose Sharks, druhého Chicago Blackhawks.
| Označuje tým, který celkově zvítězil jako první |
| Označuje tým, který celkově zvítězil jako druhý |
| Označuje týmy, které nevyhrály loterii.         |

| Tým          | 1.    | 2.    | 3.    | 4.    | 5.    | 6.    | 7.    | 8.    | 9.    | 10.   | 11.   | 12.   | 13.   | 14.   | 15.   |       |
| ------------ | ----- | ----- | ----- | ----- | ----- | ----- | ----- | ----- | ----- | ----- | ----- | ----- | ----- | ----- | ----- | ----- |
| San Jose     | 25.5% | 18.8% | 55.7% |       |       |       |       |       |       |       |       |       |       |       |       |       |
| Chicago      | 13.5% | 14.1% | 30.7% | 41.7% |       |       |       |       |       |       |       |       |       |       |       |       |
| Anaheim      | 11.5% | 11.2% | 7.8%  | 39.7% | 29.8% |       |       |       |       |       |       |       |       |       |       |       |
| Columbus     | 9.5%  | 9.5%  | 0.3%  | 15.4% | 44.6% | 20.8% |       |       |       |       |       |       |       |       |       |       |
| Montreal     | 8.5%  | 8.6%  | 0.3%  |       | 24.5% | 44.0% | 14.2% |       |       |       |       |       |       |       |       |       |
| Utah         | 7.5%  | 7.7%  | 0.2%  |       |       | 34.1% | 41.4% | 9.1%  |       |       |       |       |       |       |       |       |
| Ottawa       | 6.5%  | 6.7%  | 0.2%  |       |       |       | 44.4% | 36.5% | 5.6%  |       |       |       |       |       |       |       |
| Seattle      | 6.0%  | 6.2%  | 0.2%  |       |       |       |       | 54.4% | 30.0% | 3.2%  |       |       |       |       |       |       |
| Calgary      | 5.0%  | 5.2%  | 0.2%  |       |       |       |       |       | 64.4% | 23.5% | 1.7%  |       |       |       |       |       |
| New Jersey   | 3.5%  | 3.7%  | 0.1%  |       |       |       |       |       |       | 73.3% | 18.4% | 0.9%  |       |       |       |       |
| Buffalo      | 3.0%  | 3.2%  | 0.1%  |       |       |       |       |       |       |       | 79.9% | 13.4% | 0.5%  |       |       |       |
| Philadelphia |       | 5.3%  |       |       |       |       |       |       |       |       |       | 85.7% | 8.9%  | 0.2%  |       |       |
| Minnesota    |       |       | 4.3%  |       |       |       |       |       |       |       |       |       | 90.7% | 5.1%  | >0.0% |       |
| Pittsburgh   |       |       |       | 3.1%  |       |       |       |       |       |       |       |       |       | 94.7% | 2.1%  | >0.0% |
| Detroit      |       |       |       |       | 1.1%  |       |       |       |       |       |       |       |       |       | 97.9% | 1.1%  |
| St. Louis    |       |       |       |       |       | 1.0%  |       |       |       |       |       |       |       |       |       | 98.9% |

## Největší naděje
Zdroj: Pořadí NHL Central Scouting (16. dubna 2024).
| Pořadí | Severoameričtí hokejisté | Evropští hokejisté           |
| ------ | ------------------------ | ---------------------------- |
| 1      | Macklin Celebrini (C)    | Anton Silajev (O)            |
| 2      | Arťom Levšunov (O)       | Ivan Demidov (PK)            |
| 3      | Cayden Lindstrom (C)     | Konsta Helenius (C)          |
| 4      | Zeev Buium (O)           | Adam Jiříček (O)             |
| 5      | Zayne Parekh (O)         | Michael Brandsegg-Nygård (C) |
| 6      | Trevor Connelly (LK)     | Emil Hemming (PK)            |
| 7      | Sam Dickinson (O)        | Leo Sahlin Wallenius (O)     |
| 8      | Berkly Catton (C)        | Aron Kiviharju (O)           |
| 9      | Tij Iginla (C)           | Igor Černyšov (LK)           |
| 10     | Michael Hage (C)         | Linus Eriksson (C)           |

| Pořadí | Severoameričtí brankáři | Evropští brakáři |
| ------ | ----------------------- | ---------------- |
| 1      | Michail Jegorov         | Eemil Vinni      |
| 2      | Carter George           | Ilja Nabokov     |
| 3      | Lukáš Matěcha           | Kim Saarinen     |

## Výběry v jednotlivých kolech
Pořadí draftu 2024 bylo upřesněno po skončení play-off Stanley Cupu 2024. Některé týmy si však již vyměnily volby pro tento draft prostřednictvím výměny. Tyto výběry jsou uvedeny níže.

### První kolo

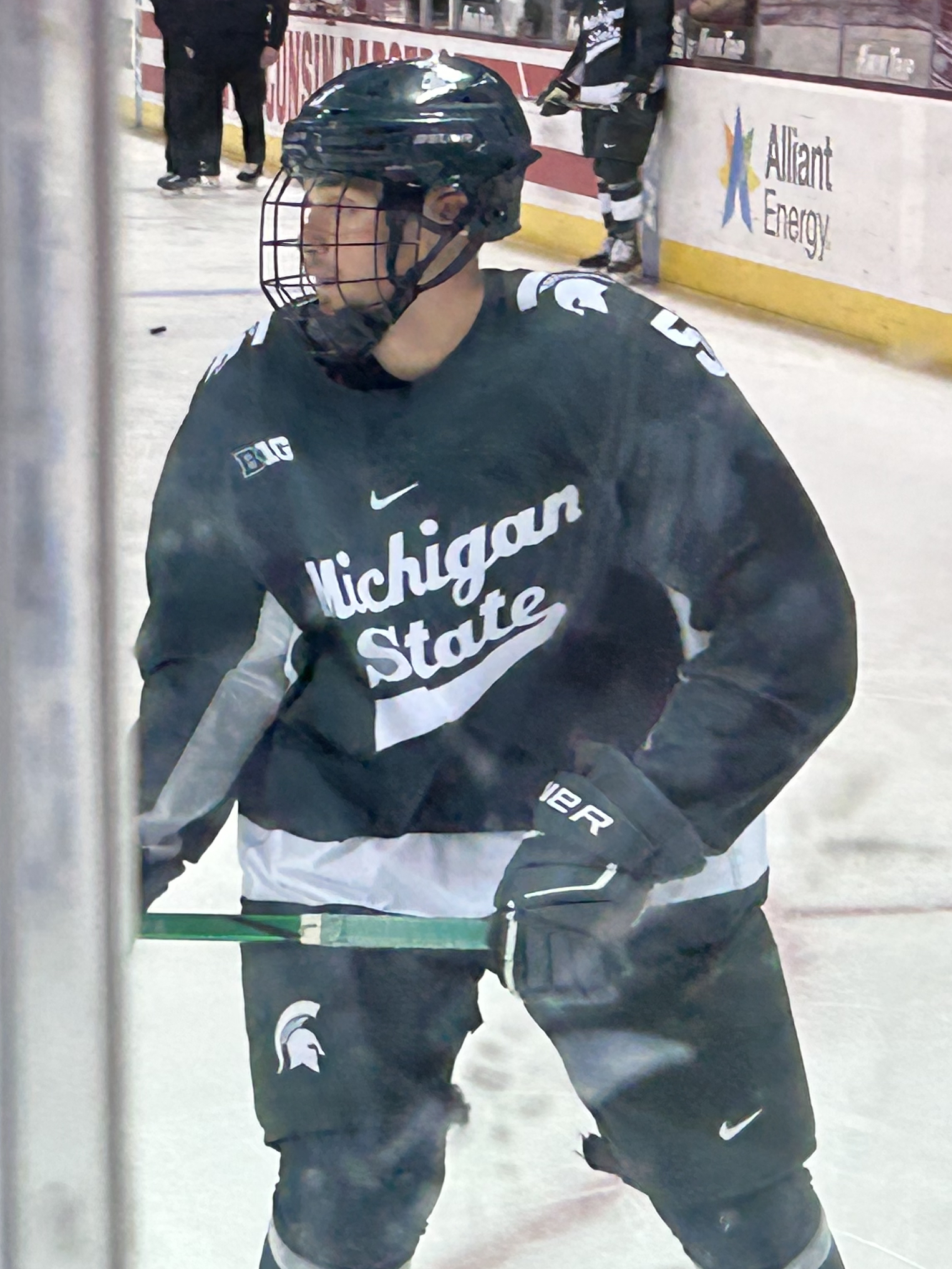
Arťom Levšunov (2. volba draftu)

| #  | Hráč                          | Národnost              | Tým NHL                                         | Studentský/juniorský/klubový tým         |
| -- | ----------------------------- | ---------------------- | ----------------------------------------------- | ---------------------------------------- |
| 1  | Macklin Celebrini (C)         | Kanada                 | San Jose Sharks                                 | Boston University Terriers (Hockey East) |
| 2  | Arťom Levšunov (O)            | Bělorusko              | Chicago Blackhawks                              | Michigan State Spartans (Big Ten)        |
| 3  | Beckett Sennecke (PK)         | Kanada                 | Anaheim Ducks                                   | Oshawa Generals (OHL)                    |
| 4  | Cayden Lindstrom (C)          | Kanada                 | Columbus Blue Jackets                           | Medicine Hat Tigers (WHL)                |
| 5  | Ivan Demidov (PK)             | Rusko                  | Montreal Canadiens                              | SKA Petrohrad (KHL)                      |
| 6  | Tij Iginla (C)                | Kanada                 | Utah Hockey Club                                | Kelowna Rockets (WHL)                    |
| 7  | Carter Yakemchuk (O)          | Kanada                 | Ottawa Senators                                 | Calgary Hitmen (WHL)                     |
| 8  | Berkly Catton (C)             | Kanada                 | Seattle Kraken                                  | Spokane Chiefs (WHL)                     |
| 9  | Zayne Parekh (O)              | Kanada                 | Calgary Flames                                  | Saginaw Spirit (OHL)                     |
| 10 | Anton Silajev (O)             | Rusko                  | New Jersey Devils                               | Torpedo Nižnij Novgorod (KHL)            |
| 11 | Sam Dickinson (O)             | Kanada                 | San Jose Sharks (od Buffala)                    | London Knights (OHL)                     |
| 12 | Zeev Buium (O)                | Spojené státy americké | Minnesota Wild (od Philadelphie)                | Denver Pioneers (NCHC)                   |
| 13 | Jett Luchanko (C)             | Kanada                 | Philadelphia Flyers (od Minnesoty)              | Guelph Storm (OHL)                       |
| 14 | Konsta Helenius (C)           | Finsko                 | Buffalo Sabres (od Pittsburghu via San Jose)    | Mikkelin Jukurit (Liiga)                 |
| 15 | Michael Brandsegg-Nygård (PK) | Norsko                 | Detroit Red Wings                               | Mora IK (HockeyAllsvenskan)              |
| 16 | Adam Jiříček (O)              | Česko                  | St. Louis Blues                                 | HC Škoda Plzeň (ČHL)                     |
| 17 | Terik Parascak (PK)           | Kanada                 | Washington Capitals                             | Prince George Cougars (WHL)              |
| 18 | Sacha Boisvert (C)            | Kanada                 | Chicago Blackhawks (od NY Islanders)            | Muskegon Lumberjacks (USHL)              |
| 19 | Trevor Connelly (LK)          | Spojené státy americké | Vegas Golden Knights                            | Tri-City Storm (USHL)                    |
| 20 | Cole Eiserman (LK)            | Spojené státy americké | New York Islanders (od Tampy Bay via Chicago)   | U.S. NTDP (USHL)                         |
| 21 | Michael Hage (C)              | Kanada                 | Montreal Canadiens (od Los Angeles)             | Chicago Steel (USHL)                     |
| 22 | Jegor Surin (C)               | Rusko                  | Nashville Predators                             | Lokomotiv Jaroslavl (MHL                 |
| 23 | Stian Solberg (O)             | Norsko                 | Anaheim Ducks (od Toronta)                      | Vålerenga Ishockey (Elitehockeyligaen)   |
| 24 | Cole Beaudion (C)             | Kanada                 | Utah Hockey Club (od Colorada)                  | Barrie Colts (OHL)                       |
| 25 | Dean Letourneau (C)           | Kanada                 | Boston Bruins (od Bostonu via Detroit a Ottawu) | St. Andrew's College Saints (CISAA)      |
| 26 | Liam Greentree (PK)           | Kanada                 | Los Angeles Kings (od Winnipegu via Montreal)   | Windsor Spitfires (OHL)                  |
| 27 | Marek Vanacker (LK)           | Kanada                 | Chicago Blackhawks (od Caroliny)                | Brantford Bulldogs (OHL)                 |
| 28 | Matvej Gridin (PK)            | Rusko                  | Calgary Flames (od Vancouveru)                  | Muskegon Lumberjacks (USHL)              |
| 29 | Emil Hemming (PK)             | Finsko                 | Dallas Stars                                    | HC TPS (Liiga)                           |
| 30 | E. J. Emery (O)               | Spojené státy americké | New York Rangers                                | U.S. NTDP (USHL)                         |
| 31 | Ben Danford (O)               | Kanada                 | Toronto Maple Leafs (od Edmontonu via Anaheim)  | Oshawa Generals (OHL)                    |
| 32 | Sam O'Reilly (PK)             | Kanada                 | Edmonton Oilers (od Floridy via Philadelphii)   | London Knights (OHL)                     |

### Druhé kolo

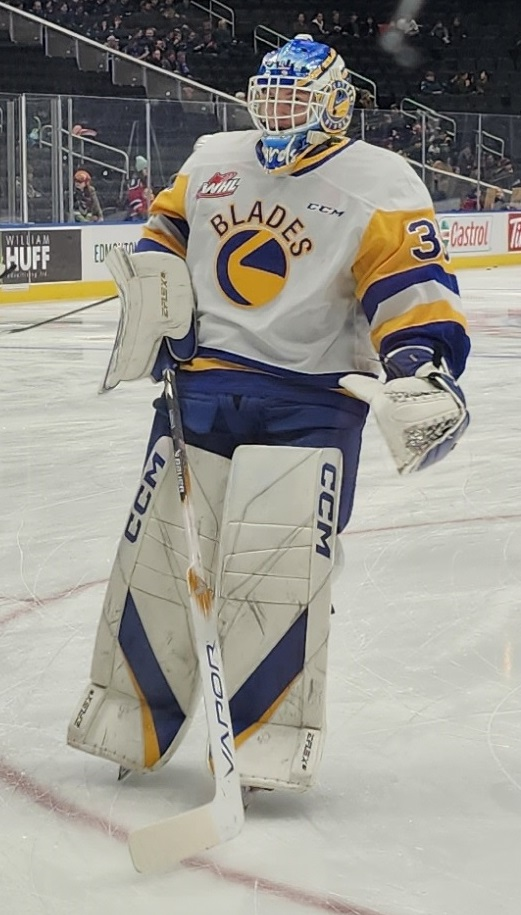
Evan Gardner byl vybrán celkově 142. Columbusem Blue Jackets.

| #  | Hráč                     | Národnost              | Tým NHL                                                        | Studentský/juniorský/klubový tým   |
| -- | ------------------------ | ---------------------- | -------------------------------------------------------------- | ---------------------------------- |
| 33 | Igor Černyšov (LK)       | Rusko                  | San Jose Sharks                                                | Dynamo Moskva (KHL)                |
| 34 | Dominik Badinka (O)      | Česko                  | Carolina Hurricanes (od Chicaga)                               | Malmö Redhawks (SHL)               |
| 35 | Lucas Pettersson (C)     | Švédsko                | Anaheim Ducks                                                  | Modo Hockey (J20 Nationell)        |
| 36 | Charlie Elick (O)        | Kanada                 | Columbus Blue Jackets                                          | Brandon Wheat Kings (WHL)          |
| 37 | Alfons Freij (O)         | Švédsko                | Winnipeg Jets (od Montrealu)                                   | Växjö Lakers (J20 Nationell)       |
| 38 | Ilja Nabokov (G)         | Rusko                  | Colorado Avalanche (od Utahu)                                  | Metallurg Magnitogorsk (KHL)       |
| 39 | Gabriel Eliasson (O)     | Švédsko                | Ottawa Senators                                                | HV71 (J20 Nationell)               |
| 40 | Julius Miettinen (C)     | Finsko                 | Seattle Kraken                                                 | Everett Silvertips (WHL)           |
| 41 | Andrew Basha (LK)        | Kanada                 | Calgary Flames                                                 | Medicine Hat Tigers (WHL)          |
| 42 | Adam Kleber (O)          | Spojené státy americké | Buffalo Sabres (od New Jersey via San Jose)                    | Lincoln Stars (USHL)               |
| 43 | Cole Hutson (O)          | Spojené státy americké | Washington Capitals (od Buffala)                               | U.S. NTDP (USHL)                   |
| 44 | Harrison Brunicke (O)    | Kanada                 | Pittsburgh Penguins (od Philadelphie via Carolina)             | Kamloops Blazers (WHL)             |
| 45 | Ryder Ritchie (PK)       | Kanada                 | Minnesota Wild                                                 | Prince Albert Raiders (WHL)        |
| 46 | Tanner Howe (LK)         | Kanada                 | Pittsburgh Penguins                                            | Regina Pats (WHL)                  |
| 47 | Max Plante (LK)          | Spojené státy americké | Detroit Red Wings                                              | U.S. NTDP (USHL)                   |
| 48 | Colin Ralph (O)          | Spojené státy americké | St. Louis Blues                                                | Shattuck-Saint Mary's (USHS-Prep)  |
| 49 | Michail Jegorov (G)      | Rusko                  | New Jersey Devils (od Washingtonu via Ottawu a Utah)           | Omaha Lancers (USHL)               |
| 50 | Nikita Artamonov (LK)    | Rusko                  | Carolina Hurricanes (od NY Islanders via Chicago)              | Torpedo Nižnij Novgorod (KHL)      |
| 51 | Jack Berglund (O)        | Švédsko                | Philadelphia Flyers (kompenzační)                              | Färjestad BK (J20 Nationell)       |
| 52 | Leon Muggli (O)          | Švýcarsko              | Washington Capitals (od Vegas)                                 | EV Zug (National League)           |
| 53 | Leo Sahlin Wallenius (O) | Švédsko                | San Jose Sharks (od Tampy Bay via Nashville a Detroit)         | Växjö Lakers (J20 Nationell)       |
| 54 | Jesse Pulkkinen (O)      | Finsko                 | New York Islanders (od Los Angeles via Philadelphii a Chicago) | JYP Jyväskylä (Liiga)              |
| 55 | Teddy Stiga (C)          | Spojené státy americké | Nashville Predators                                            | U.S. NTDP (USHL)                   |
| 56 | Lukas Fischer (O)        | Spojené státy americké | St. Louis Blues (od Toronta)                                   | Sarnia Sting (OHL)                 |
| 57 | Carter George (G)        | Kanada                 | Los Angeles Kings (od Colorada via Montreal)                   | Owen Sound Attack (OHL)            |
| 58 | Linus Eriksson (C)       | Švédsko                | Florida Panthers (od Bostonu via Anaheim a Toronto)            | Djurgårdens IF (HockeyAllsvenskan) |
| 59 | Spencer Gill (O)         | Kanada                 | Philadelphia Flyers (od Winnipegu via Nashville)               | Rimouski Océanic (QMJHL)           |
| 60 | Evan Gardner (G)         | Kanada                 | Columbus Blue Jackets (od Caroliny)                            | Saskatoon Blades (WHL)             |
| 61 | Kamil Bednarik (C)       | Spojené státy americké | New York Islanders (od Vancouveru via Chicago)                 | U.S. NTDP (USHL)                   |
| 62 | Jacob Battaglia (PK)     | Kanada                 | Calgary Flames (od Dallasu)                                    | Kingston Frontenacs (OHL)          |
| 63 | Nathan Villeneuve (C)    | Kanada                 | Seattle Kraken (od NY Rangers)                                 | Sudbury Wolves (OHL)               |
| 64 | Eemil Vinni (G)          | Finsko                 | Edmonton Oilers                                                | JoKP (Mestis)                      |
| 65 | Will Skahan (O)          | Spojené státy americké | Utah Hockey Club (od Floridy)                                  | U.S. NTDP (USHL)                   |

### Třetí kolo
| #  | Hráč                    | Národnost              | Tým NHL                                                         | Studentský/juniorský/klubový tým         |
| -- | ----------------------- | ---------------------- | --------------------------------------------------------------- | ---------------------------------------- |
| 66 | Maxim Massé (PK)        | Kanada                 | Anaheim Ducks (od San Jose)                                     | Chicoutimi Saguenéens (QMJHL)            |
| 67 | John Mustard (LK)       | Kanada                 | Chicago Blackhawks                                              | Waterloo Black Hawks (USHL)              |
| 68 | Ethan Procyszyn (C)     | Kanada                 | Anaheim Ducks                                                   | North Bay Battalion (OHL)                |
| 69 | Noel Fransén (O)        | Švédsko                | Carolina Hurricanes (od Columbusu)                              | Farjestad BK (J20 Nationell)             |
| 70 | Aatos Koivu (C)         | Finsko                 | Montreal Canadiens                                              | TPS (Liiga)                              |
| 71 | Brodie Ziemer (PK)      | Spojené státy americké | Buffalo Sabres (od Utahu via Colorado)                          | U.S. NDTP (USHL)                         |
| 72 | AJ Spellacy (PK)        | Spojené státy americké | Chicago Blackhawks (od Ottawy)                                  | Windsor Spitfires (OHL)                  |
| 73 | Alexis Bernier (O)      | Kanada                 | Seattle Kraken                                                  | Baie-Comeau Drakkar (QMJHL)              |
| 74 | Henry Mews (O)          | Kanada                 | Calgary Flames                                                  | Ottawa 67's (OHL)                        |
| 75 | Ilja Protas (LK)        | Bělorusko              | Washington Capitals (od New Jersey)                             | Des Moines Buccaneers (USHL)             |
| 76 | William Zellers (C)     | Spojené státy americké | Colorado Avalanche (od Buffala)                                 | Shattuck-Saint Mary's Sabres (USHS-Prep) |
| 77 | Viggo Gustafsson (O)    | Švédsko                | Nashville Predators (od Philadelphie)                           | HV71 (J20 Nationell)                     |
| 78 | Logan Sawyer (LK)       | Kanada                 | Montreal Canadiens (od Minnesoty via Washington)                | Brooks Bandits (AJHL)                    |
| 79 | Tarin Smith (O)         | Kanada                 | Anaheim Ducks (od Pittsburghu)                                  | Everett Silvertips (WHL)                 |
| 80 | Ondřej Becher (C)       | Česko                  | Detroit Red Wings                                               | Prince George Cougars (WHL)              |
| 81 | Ondřej Kos (PK)         | Česko                  | St. Louis Blues                                                 | KooVee (Mestis)                          |
| 82 | Carson Wetsch (PK)      | Kanada                 | San Jose Sharks (od Washingtonu via New Jersey)                 | Calgary Hitmen (WHL)                     |
| 83 | Pavel Mojsevich (G)     | Bělorusko              | Vegas Golden Knights (od NY Islanders via Toronto a Washington) | SKA-Neva St. Petersburg (VHL)            |
| 84 | Kirll Zarubin (G)       | Rusko                  | Calgary Flames (od Vegas via Pittsburgh a Vegas)                | AKM Tula (MHL)                           |
| 85 | Kasper Pikkarainen (PK) | Finsko                 | New Jersey Devils (od Tampy Bay via San Jose)                   | TPS (U20 SM-sarja)                       |
| 86 | Luca Marrelli (O)       | Kanada                 | Columbus Blue Jackets (od Los Angeles)                          | Oshawa Generals (OHL)                    |
| 87 | Miguel Marques (PK)     | Kanada                 | Nashville Predators                                             | Lethbridge Hurricanes (WHL)              |
| 88 | Kim Sarrinen (G)        | Finsko                 | Seattle Kraken (od Toronta)                                     | HPK (U20 SM-sarja)                       |
| 89 | Tomas Lavoie (O)        | Kanada                 | Utah Hockey Club (od Colorada)                                  | Cape Breton Screaming Eagles (QMJHL)     |
| 90 | Ēriks Mateiko (K)       | Lotyšsko               | Washington Capitals (od Bostonu)                                | Saint John Sea Dogs (QMJHL)              |
| 91 | Herman Träff (LK)       | Švédsko                | New Jersey Devils (od Winnipegu)                                | HV71 (J20 Nationell)                     |
| 92 | Jack Pridham (PK)       | Kanada                 | Chicago Blackhawks (od Caroliny)                                | West Kelowna Warrior (BCHL)              |
| 93 | Melvin Fernström (PK)   | Švédsko                | Vancouver Canucks                                               | Örebro HK (J20 Nationell)                |
| 94 | Hiroki Gojsic (PK)      | Kanada                 | Nashville Predators (od Dallasu)                                | Kelowna Rockets (WHL)                    |
| 95 | Adam Jecho (C)          | Česko                  | St. Louis Blues (od NY Rangers)                                 | Edmonton Oil Kings (WHL)                 |
| 96 | Veeti Waisanen (O)      | Finsko                 | Utah Hockey Club (od Edmontonu)                                 | KooKoo (Liiga)                           |
| 97 | Matvej Šuravin (O)      | Rusko                  | Florida Panthers                                                | Krasnaja Armija (MHL)                    |

### Čtvrté kolo
| #   | Hráč                    | Národnost              | Tým NHL                                                     | Studentský/juniorský/klubový tým     |
| --- | ----------------------- | ---------------------- | ----------------------------------------------------------- | ------------------------------------ |
| 98  | Gregor Biber (O)        | Lotyšsko               | Utah Hockey Club (od San Jose)                              | Rögle BK (J20 Nationell)             |
| 99  | Jakub Milota (G)        | Česko                  | Nashville Predators (od Chicaga via Tampu Bay)              | Cape Breton Screaming Eagles (QMJHL) |
| 100 | Alexandre Blais (LK)    | Kanada                 | Anaheim Ducks                                               | Cape Breton Eagles (QMJHL)           |
| 101 | Tanner Henricks (O)     | Spojené státy americké | Columbus Blue Jackets                                       | Lincoln Stars (USHL)                 |
| 102 | Owen Protz (O)          | Kanada                 | Montreal Canadiens                                          | Brantford Bulldogs (OHL)             |
| 103 | Gabe Smith (C)          | Kanada                 | Utah Hockey Club                                            | Moncton Wildcats (QMJHL)             |
| 104 | Lucas Ellinas (C)       | Kanada                 | Ottawa Senators                                             | Kitchener Rangers (OHL)              |
| 105 | Ollie Josephson (C)     | Kanada                 | Seattle Kraken                                              | Red Deer Rebels (WHL)                |
| 106 | Trevor Hoskin (C)       | Kanada                 | Calgary Flames                                              | Coburg Cougars (OJHL)                |
| 107 | Heikki Ruohonen (C)     | Finsko                 | Philadelphia Flyers (od New Jersey via Vancouver a Calgary) | Keikko-Espoo (U20 SM-sarja)          |
| 108 | Luke Osburn (O)         | Spojené státy americké | Buffalo Sabres                                              | Youngstown Phantoms (USHL)           |
| 109 | Kevin He (LK)           | Kanada                 | Winnipeg Jets (od Buffala via Philadelphii)                 | Niagara IceDogs (OHL)                |
| 110 | Elliott Groenewold (O)  | Spojené státy americké | Boston Bruins (od Minnesoty)                                | Cedar Rapids RoughRiders (USHL)      |
| 111 | Chase Pietila (O)       | Spojené státy americké | Pittsburgh Penguins                                         | Michigan Tech (NCAA)                 |
| 112 | Javon Moore (LK)        | Spojené státy americké | Ottawa Senators (od Detroitu)                               | Minnetonka Skippers (USHS-MN)        |
| 113 | Tomas Mrsic (C)         | Spojené státy americké | St. Louis Blues                                             | Medicine Hat Tigers (WHL)            |
| 114 | Nicholas Kempf (G)      | Spojené státy americké | Washington Capitals                                         | U.S. NTDP (USHL)                     |
| 115 | Dmitrij Gamzin (G)      | Rusko                  | New York Islanders                                          | CSKA Moskva (VHL)                    |
| 116 | Christian Kirsch (G)    | Švýcarsko              | San Jose Sharks (od Vegas)                                  | EV Zug (U20-Elit)                    |
| 117 | Blake Montgomery (LK)   | Spojené státy americké | Ottawa Senators (od Tampy Bay)                              | Lincoln Stars (USHL)                 |
| 118 | Jan Goličič (O)         | Slovinsko              | Tampa Bay Lightning (od Los Angeles)                        | Gatineau Olympiques (QMJHL)          |
| 119 | Roaul Boilard (C)       | Kanada                 | New York Rangers (from Nashvillu)                           | Baie-Comeau Drakkar (QMJHL)          |
| 120 | Victor Johansson (O)    | Švédsko                | Toronto Maple Leafs                                         | Leksands IF (J20 Nationell)          |
| 121 | Jake Fisher (C)         | Spojené státy americké | Colorado Avalanche                                          | Fargo Force (USHL)                   |
| 122 | Aron Kiviharju (O)      | Finsko                 | Minnesota Wild (od Bostonu)                                 | HIFK (Liiga)                         |
| 123 | Simon-Pier Brunet (O)   | Kanada                 | Buffalo Sabres (od Winnipegu)                               | Drummondville Voltigeurs (QMJHL)     |
| 124 | Alexandr Sirjatskyj (O) | Rusko                  | Carolina Hurricanes                                         | Avangard Omsk (KHL)                  |
| 125 | Riley Patterson (C)     | Kanada                 | Vancouver Canucks                                           | Barrie Colts (OHL)                   |
| 126 | Landon Miller (G)       | Kanada                 | Detroit Red Wings (od Dallasu)                              | Soo Greyhounds (OHL)                 |
| 127 | Victor Nörringer (LK)   | Švédsko                | Nashville Predators (od NY Rangers)                         | Frölunda HC (J20 Nationell)          |
| 128 | Hagen Burrows (C)       | Spojené státy americké | Tampa Bay Lightning (od Edmontonu via Nashville)            | Minnetonka High (USHS-MN)            |
| 129 | Simon Zether (C)        | Švédsko                | Florida Panthers                                            | Rögle BK (J20 Nationell)             |

### Páté kolo

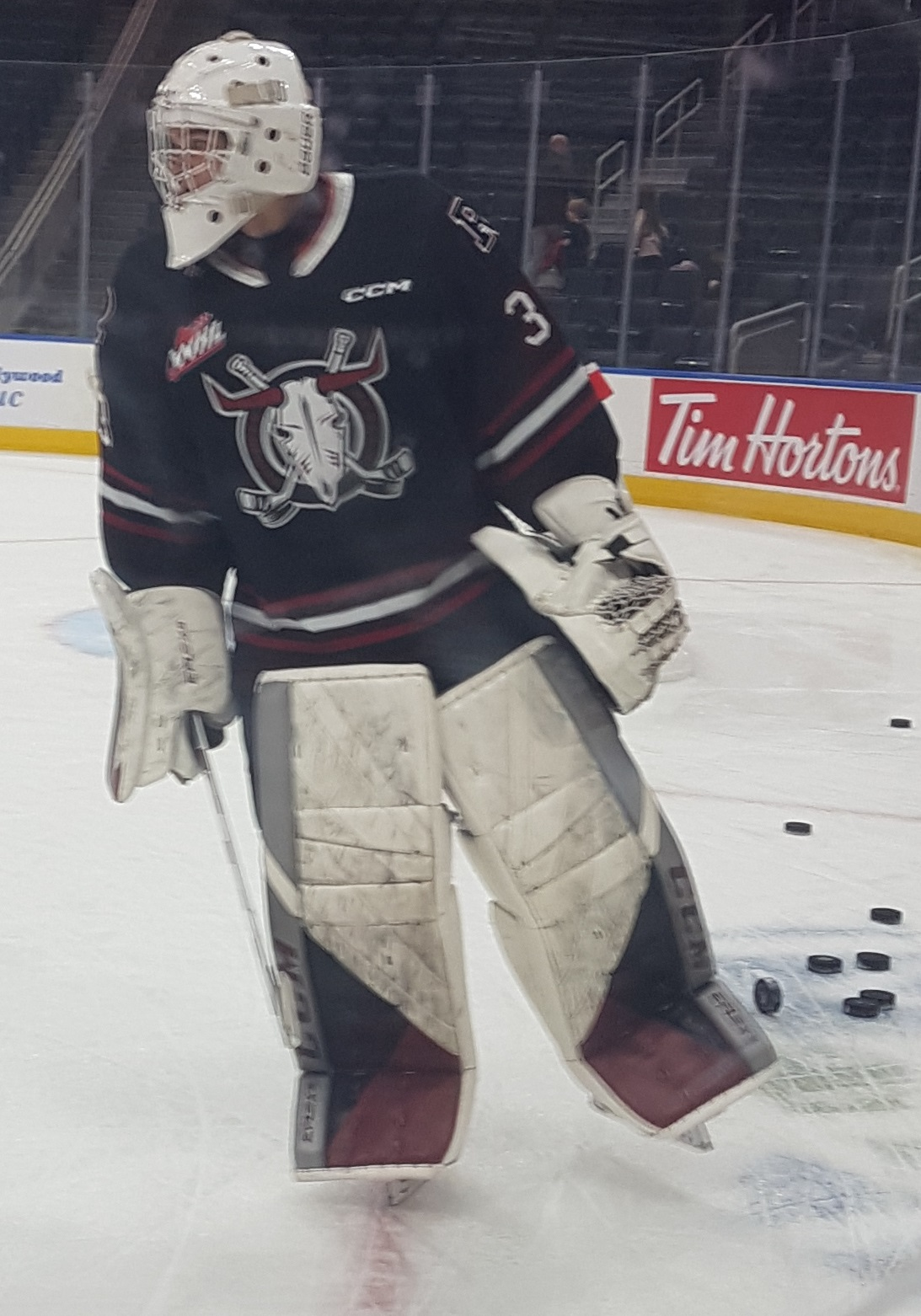
Chase Wutzke byl vybrán celkově 142. Minnesotou Wild.

| #   | Hráč                     | Národnost              | Tým NHL                                                  | Studentský/juniorský/klubový tým |
| --- | ------------------------ | ---------------------- | -------------------------------------------------------- | -------------------------------- |
| 130 | Tyler Thorpe (PK)        | Kanada                 | Montreal Canadiens (od San Jose)                         | Vancouver Giants (WHL)           |
| 131 | Colton Roberts (O)       | Kanada                 | San Jose Sharks (od Chicaga via Vancouver a Calgary)     | Vancouver Giants (WHL)           |
| 132 | Louka Cloutier (G)       | Kanada                 | Colorado Avalanche (od Anaheimu)                         | Chicago Steel (USHL)             |
| 133 | Oskar Vuollet (C)        | Švédsko                | Carolina Hurricanes (od Columbusu)                       | Skellefteå AIK (J20 Nationell)   |
| 134 | Mikus Vecvanags (G)      | Lotyšsko               | Montreal Canadiens                                       | HS Rīga (LHL)                    |
| 135 | Owen Allard (C)          | Kanada                 | Utah Hockey Club                                         | Soo Greyhounds (OHL)             |
| 136 | Eerik Wallemius (O)      | Finsko                 | Ottawa Senators                                          | HPK (Liiga)                      |
| 137 | Ivan Junin (G)           | Rusko                  | Colorado Avalanche (od Seattlu)                          | Omskje Jasterby (MHL)            |
| 138 | Joel Svensson (LK)       | Švédsko                | Chicago Blackhawks (od Calgary)                          | Växjö Lakers (J20 Nationell)     |
| 139 | Max Graham (C)           | Kanada                 | New Jersey Devils                                        | Kelowna Rockets (WHL)            |
| 140 | Sebastian Soini (O)      | Finsko                 | Minnesota Wild (od Buffala)                              | Ilves (U20 SM-sarja)             |
| 141 | Clarke Caswell (LK)      | Kanada                 | Seattle Kraken (od Philadelphie via Floridu)             | Swift Current Broncos (WHL)      |
| 142 | Chase Wutzke (G)         | Kanada                 | Minnesota Wild                                           | Red Deer Rebels (WHL)            |
| 143 | Nate Misskey (O)         | Kanada                 | San Jose Sharks (od Pittsburghu)                         | Victoria Royals (WHL)            |
| 144 | John Whipple (O)         | Spojené státy americké | Detroit Red Wings                                        | U.S. NDTP (USHL)                 |
| 145 | William McIsaac (O)      | Kanada                 | St. Louis Blues                                          | Spokane Chiefs (WHL)             |
| 146 | Veeti Louhivaara (G)     | Finsko                 | New Jersey Devils (od Washingtonu)                       | JYP (U20 SM-sarja)               |
| 147 | Marcus Gidlog (G)        | Švédsko                | New York Islanders                                       | Leksands IF (J20 Nationell)      |
| 148 | Noah Powell (LK)         | Spojené státy americké | Philadelphia Flyers (od Vegas)                           | Dubuque Fighting Saints (USHL)   |
| 149 | Joona Saarelainen (C)    | Finsko                 | Tampa Bay Lightning                                      | KalPa (U20 SM-sarja)             |
| 150 | Luke Misa (C)            | Kanada                 | Calgary Flames (od Los Angeles via Philadelphii)         | Mississauga Steelheads (OHL)     |
| 151 | Miroslav Holinka (C)     | Česko                  | Toronto Maple Leafs (od Nashvillu via Chicago)           | HC Oceláři Třinec (ČHL 20)       |
| 152 | Alexandr Plesovskij (LK) | Rusko                  | Toronto Maple Leafs                                      | Mamonty Yugry (MHL)              |
| 153 | Aleš Čech (O)            | Česko                  | Utah Hockey Club (od Colorada via San Jose a New Jersey) | BK Mladá Boleslav (ČHL)          |
| 154 | Jonathan Morello (C)     | Kanada                 | Boston Bruins                                            | St. Michael's Buzzers (OHL)      |
| 155 | Markus Loponen (C)       | Finsko                 | Winnipeg Jets                                            | Kärpät Oulu (Liiga)              |
| 156 | Justin Poirier (PK)      | Kanada                 | Carolina Hurricanes                                      | Baie-Comeau Drakkar (QMJHL)      |
| 157 | Timofej Obvinstejev (G)  | Rusko                  | Toronto Maple Leafs (od Vancouveru)                      | Krasnaja Armija (MHL)            |
| 158 | Niilopekka Muhonen (O)   | Finsko                 | Dallas Stars                                             | KalPa (U20 SM-sarja)             |
| 159 | Nathan Aspinall (LK)     | Kanada                 | New York Rangers                                         | Flint Firebirds (OHL)            |
| 160 | Connor Clattenburg (LK)  | Kanada                 | Edmonton Oilers                                          | Flint Firebirds (OHL)            |
| 161 | Maxmilian Curran (C)     | Česko                  | Colorado Avalanche (od Floridy via Buffala)              | Tri-City Americans (WHL)         |

### Šesté kolo

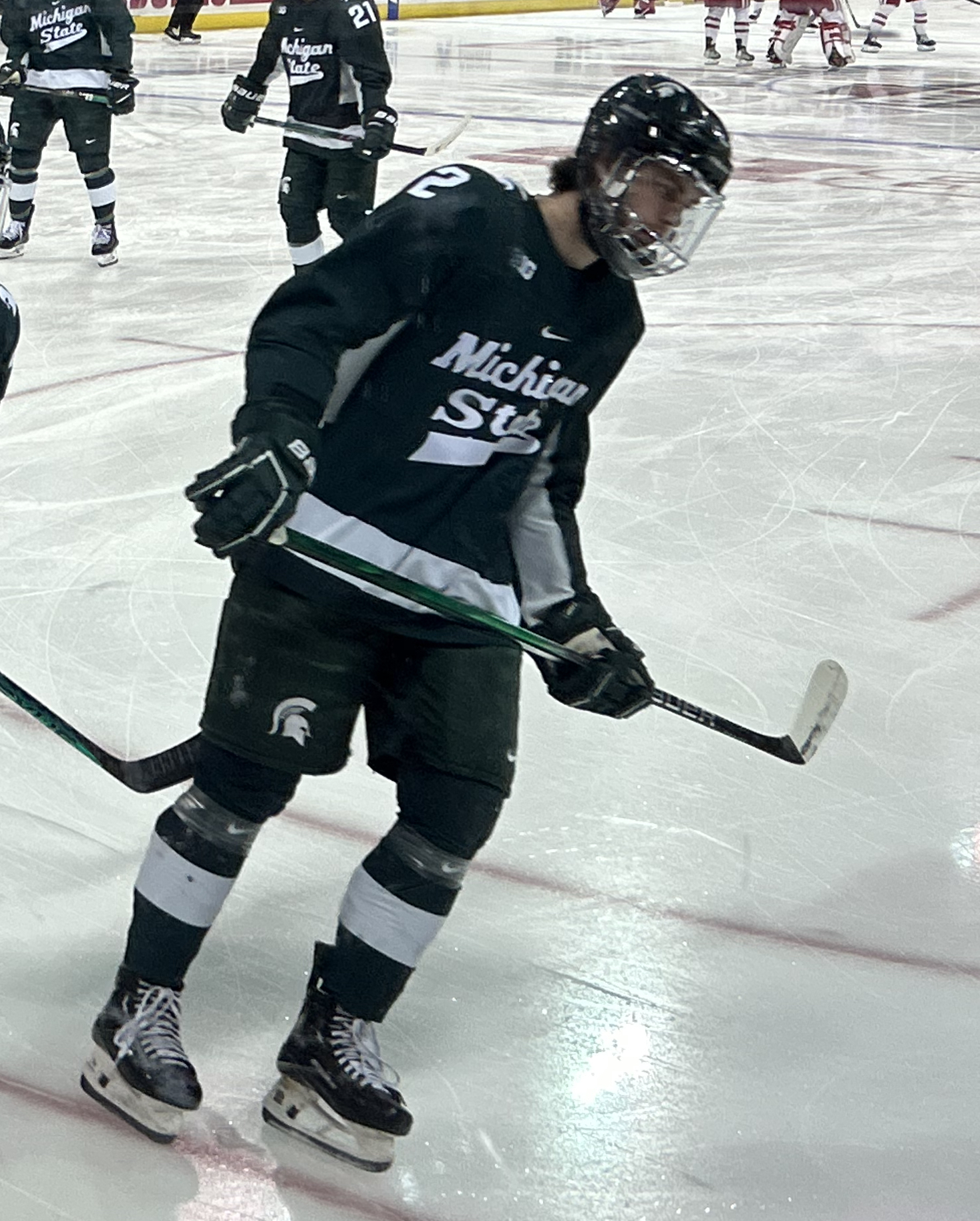
Patrick Geary (172. volba

| #   | Hráč                   | Národnost                    | Tým NHL                                        | Studentský/juniorský/klubový tým  |
| --- | ---------------------- | ---------------------------- | ---------------------------------------------- | --------------------------------- |
| 162 | Anthony Romani (PK)    | Kanada                       | Vancouver Canucks (od San Jose)                | North Bay Battalion (OHL)         |
| 163 | Ty Henry (O)           | Kanada                       | Chicago Blackhawks                             | Erie Otters (OHL)                 |
| 164 | Jared Woolley (O)      | Kanada                       | Los Angeles Kings (od Anaheimu)                | London Knights (OHL)              |
| 165 | Luke Ashton (O)        | Kanada                       | Columbus Blue Jackets                          | Langley Rivermen (BCHL)           |
| 166 | Ben Merrill (C)        | Spojené státy americké       | Montreal Canadiens                             | Saint Sebastian's Arrows (USHS)   |
| 167 | Vojtěch Hradec (C)     | Česko                        | Utah Hockey Club                               | BK Mladá Boleslav (ČHL)           |
| 168 | Timur Kol (O)          | Rusko                        | Carolina Hurricanes (od Ottawy)                | Omskije Jastreby (MHL)            |
| 169 | Stepan Gorbunov (C)    | Rusko                        | Florida Panthers (od Seattlu)                  | Belje Medvedi (MHL)               |
| 170 | Hunter Laing (C)       | Kanada                       | Calgary Flames                                 | Prince George Cougars (WHL)       |
| 171 | Matyáš Melovský (C)    | Česko                        | New Jersey Devils                              | Baie-Comeau Drakkar (QMJHL)       |
| 172 | Patrick Geary (O)      | Spojené státy americké       | Buffalo Sabres                                 | Michigan State Spartans (Big Ten) |
| 173 | Ilja Pautov (PK)       | Rusko                        | Philadelphia Flyers                            | Krasnaja Armija (MHL)             |
| 174 | Minnesota Wild         | Mississauga Steelheads (OHL) |                                                |                                   |
| 175 | Joona Vaisanen (O)     | Finsko                       | Pittsburgh Penguins                            | Dubuque Fighting Saints (USHL)    |
| 176 | Charlie Forslund (LK)  | Švédsko                      | Detroit Red Wings                              | Falu IF (Hockeyettan)             |
| 177 | Eric Jamieson (O)      | Kanada                       | Calgary Flames (od St. Louis via Philadelphii) | Everett Silvertips (WHL)          |
| 178 | Petr Sikora (C)        | Česko                        | Washington Capitals                            | HC Oceláři Třinec (ČHL 20)        |
| 179 | Xavier Veilleux (O)    | Kanada                       | New York Islanders                             | Muskegon Lumberjacks (USHL)       |
| 180 | Trent Swick (LK)       | Kanada                       | Vegas Golden Knights                           | Kitchener Rangers (OHL)           |
| 181 | Kaden Pitre (C)        | Kanada                       | Tampa Bay Lightning                            | Flint Firebirds (OHL)             |
| 182 | Austin Burnevik (PK)   | Spojené státy americké       | Anaheim Ducks (od Los Angeles)                 | Madison Capitols (USHL)           |
| 183 | Albin Sundin (O)       | Švédsko                      | Edmonton Oilers (od Nashvillu)                 | Frölunda HC (J20 Nationell)       |
| 184 | Roman Šorkrin (O)      | Rusko                        | Carolina Hurricanes (od Toronta)               | Loko Jaroslavl (MHL)              |
| 185 | Tory Pitner (O)        | Spojené státy americké       | Colorado Avalanche                             | Youngstown Phantoms (USHL)        |
| 186 | Loke Johansson (O)     | Švédsko                      | Boston Bruins                                  | AIK IF (J20 Nationell)            |
| 187 | Kireon Walton (C)      | Kanada                       | Winnipeg Jets                                  | Sudbury Wolves (OHL)              |
| 188 | Fjodor Avramov (LK)    | Rusko                        | Carolina Hurricanes                            | Kapitan Stupino (MHL)             |
| 189 | Parker Alcos (O)       | Kanada                       | Vancouver Canucks                              | Edmonton Oil Kings (WHL)          |
| 190 | Ludvig Lafton (O)      | Norsko                       | Utah Hockey Club (od Dallasu via Nashville)    | Färjestad BK (J20 Nationell)      |
| 191 | Rico Gredig (LK)       | Švýcarsko                    | New York Rangers                               | HC Davos (National League)        |
| 192 | Dalyn Wakely (C)       | Kanada                       | Edmonton Oilers                                | North Bay Battalion (OHL)         |
| 193 | Hunter St. Martin (LK) | Kanada                       | Florida Panthers                               | Medicine Hat Tigers (WHL)         |

### Sedmé kolo
| #   | Hráč                     | Národnost              | Tým NHL                                          | Studentský/juniorský/klubový tým    |
| --- | ------------------------ | ---------------------- | ------------------------------------------------ | ----------------------------------- |
| 194 | Jaroslav Korosteljov (G) | Rusko                  | San Jose Sharks                                  | SKA-1946 (MHL)                      |
| 195 | Joe Connor (LK)          | Spojené státy americké | Tampa Bay Lightning (od Chicaga)                 | Muskegon Lumberjacks (USHL)         |
| 196 | William Nichol (C)       | Kanada                 | Edmonton Oilers (od Anaheimu)                    | London Knights (OHL)                |
| 197 | Lucas Van Vilet (C)      | Spojené státy americké | Vegas Golden Knights (od Columbusu)              | U.S. NTDP (USHL)                    |
| 198 | James Reeder (PK)        | Spojené státy americké | Los Angeles Kings (od Montrealu)                 | Dubuque Fighting Saints (USHL)      |
| 199 | Noah Steen (LK)          | Norsko                 | Tampa Bay Lightning (od Utahu)                   | Mora IK (HockeyAllsvenskan)         |
| 200 | Matt Lahey (O)           | Kanada                 | Toronto Maple Leafs (od Ottawy)                  | Nanaimo Clippers (BCHL)             |
| 201 | Denis Gabdrachmanov (G)  | Rusko                  | Florida Panthers (od Seattlu)                    | Tjumensky Legion (MHL)              |
| 202 | Jakub Fibigr (O)         | Česko                  | Seattle Kraken (od Calgary)                      | Mississauga Steelheads (OHL)        |
| 203 | Austin Baker (LK)        | Spojené státy americké | Detroit Red Wings (od New Jersey via San Jose)   | U.S. NTDP (USHL)                    |
| 204 | Vasilij Zelenov (PK)     | Rusko                  | Buffalo Sabres                                   | Red Bull Hockey Juniors (AlpsHL)    |
| 205 | Austin Moline (O)        | Spojené státy americké | Philadelphia Flyers                              | Shattuck-Saint Mary's Sabres (USHS) |
| 206 | Harrison Meneghin (G)    | Kanada                 | Tampa Bay Lightning (od Minnesoty)               | Lethbridge Hurricanes (WHL)         |
| 207 | Mac Swanson (LK)         | Spojené státy americké | Pittsburgh Penguins                              | University of North Dakota (NCAA)   |
| 208 | Fischer Scott (O)        | Spojené státy americké | Detroit Red Wings                                | Dubuque Fighting Saints (USHL)      |
| 209 | Antoine Dorion (C)       | Kanada                 | St. Louis Blues                                  | Quebec Remparts (QMJHL)             |
| 210 | Makar Chanin (PK)        | Rusko                  | Montreal Canadiens (od Washingtonu)              | HC Dinamo Petrohrad (MHL)           |
| 211 | Matvej Korotkyj (C)      | Rusko                  | St. Louis Blues (od NY Islanders)                | SKA-1946 (MHL)                      |
| 212 | Miroslav Šatan (C)       | Slovensko              | Washington Capitals (od Vegas)                   | HC Slovan Bratislava (SLH 20)       |
| 213 | Erik Pahlsson (C)        | Švédsko                | Nashville Predators (od Tampy Bay)               | Dubuque Fighting Saints (USHL)      |
| 214 | Darels Uļjanskis (O)     | Lotyšsko               | Anaheim Ducks (od Los Angeles)                   | AIK IF (J20 Nationell)              |
| 215 | Christian Humphreys (C)  | Spojené státy americké | Colorado Avalanche (od Nashvillu via New Jersey) | U.S. NTDP (USHL)                    |
| 216 | Sam McCue (LK)           | Kanada                 | Toronto Maple Leafs                              | Owen Sound Attack (OHL)             |
| 217 | Nikita Priščepov (C)     | Rusko                  | Colorado Avalanche                               | Victoriaville Tigres (QMJHL)        |
| 218 | Bauer Berry (O)          | Spojené státy americké | Edmonton Oilers (od Bostonu via Utah)            | Muskegon Lumberjacks (USHL)         |
| 219 | Ryerson Leenders (G)     | Kanada                 | Buffalo Sabres (od Winnipegu)                    | Mississauga Steelheads (OHL)        |
| 220 | Andrej Krutov (LK)       | Rusko                  | Carolina Hurricanes                              | Čajka Nižnij Novgorod (MHL)         |
| 221 | Basile Sansonnens (O)    | Švýcarsko              | Vancouver Canucks                                | Fribourg-Gottéron (U20-Elit)        |
| 222 | William Samuelsson (C)   | Švédsko                | Dallas Stars                                     | Södertälje SK (J20 Nationell)       |
| 223 | Finn Harding (O)         | Kanada                 | Pittsburgh Penguins (od NY Rangers)              | Mississauga Steelheads (OHL)        |
| 224 | Rasmus Berqvist (O)      | Švédsko                | Montreal Canadiens (od Edmontonu)                | Skellefteå AIK (J20 Nationell)      |
| 225 | Nathan Mayers (O)        | Kanada                 | Toronto Maple Leafs (od Floridy)                 | Spokane Chief (WHL)                 |

## Draftovaní hráči na základě národnosti
| Pozice | Země                   | Počet hráčů | Procentuálně | Nejlepší hráč                 |
|        | Severní Amerika        | 128         | 56.9%        |                               |
| ------ | ---------------------- | ----------- | ------------ | ----------------------------- |
| 1      | Kanada                 | 90          | 40%          | Macklin Celebrini, 1.         |
| 2      | Spojené státy americké | 38          | 16.9%        | Zeev Buium, 12.               |
|        | Evropa                 | 97          | 43.1%        |                               |
| 3      | Rusko                  | 27          | 12%          | Ivan Demidov, 5.              |
| 4      | Švédsko                | 22          | 9.8%         | Lucas Pettersson, 35.         |
| 5      | Finsko                 | 18          | 8%           | Konsta Helenius, 14.          |
| 6      | Česko                  | 13          | 5.8%         | Adam Jiříček, 16.             |
| 7      | Norsko                 | 4           | 1.8%         | Michael Brandsegg-Nygård, 15. |
| 7      | Švýcarsko              | 4           | 1.8%         | Leon Muggli, 52.              |
| 8      | Bělorusko              | 3           | 1.3%         | Arťom Levšunov, 2.            |
| 8      | Lotyšsko               | 3           | 1.3%         | Ēriks Mateiko, 90.            |
| 9      | Rakousko               | 1           | 0.4%         | Gregor Biber, 98.             |
| 9      | Slovinsko              | 1           | 0.4%         | Jan Goličič, 118.             |
| 9      | Slovensko              | 1           | 0.4%         | Miroslav Šatan, 212.          |